# Snovačka jedovatá
Snovačka jedovatá (Latrodectus mactans), případně též snovačka kalichová, ale široce známá pod názvem černá vdova, je vysoce jedovatý pavouk z čeledi snovačkovitých a kosmopolitního rodu Latrodectus, původem ze Severní a Střední Ameriky. V důsledku lodní a jiné dopravy se však coby „černý pasažér“ rozšířila téměř na všechny kontinenty (s výjimkou Antarktidy), kde žije v mírných až tropických pásmech a vyskytuje se v mnoha rozličných druzích, často s velmi odlišným zbarvením. Dospělou, mnohem větší i jedovatější samici lze snadno rozpoznat podle výrazného, kulatého a černého zadečku s výstražným červenooranžovým flíčkem ve tvaru přesýpacích hodin na spodní straně zadečku. Samice mají tělo dlouhé 8–15 milimetrů, samci většinou pouze 3–6 mm. 
Snovačka jedovatá je aktivní převážně v noci. Na teplých a suchých, bezpečných místech si spřádá  trojrozměrnou síť o průměru 300–400 mm a se silně lepkavým středem. Jsou-li podmínky méně příznivé, vyhledávat může i antropogenní prostředí a žít tak v blízkosti lidských obydlí nebo uvnitř domů. Živí se hmyzem, pavouky a drobnými obratlovci. Pokud se oběť chytí do sítě, nejprve svou kořist obalí pavučinou, čímž ji zcela znehybní, a usmrcuje ji tak, že se do ní zakousne (či několikrát zakusuje) dvěma chelicery, skrze které pak do oběti vpravuje velmi silný jed, který ji zabije a zároveň natráví. Samci a mláďata snovaček často setrvávají na pavučině samic a živí se zbytky její potravy.
Období rozmnožování nastává na jaře nebo v létě. Ke kopulaci dochází, když samec zasune své pedipalpy do spermatických otvorů samice. Spermie zde mohou být uloženy a použity i o dva roky později k oplodnění několika snůšek, přičemž každá snůška obsahuje více než 200 vajíček. Samice je ukládá do takzvaného kokonu, kulatého, průhledného až bílého obalu vytvořeného z jemných pavoučích vláken. Během období páření o mnoho větší samice občas požírá svého partnera, tudíž tzv. „ovdoví“ – odtud široce známé alternativum černá vdova.
Snovačka jedovatá je jedním z mála druhů pavouků, který představuje hrozbu pro člověka. Její jed, který je převážně neurotoxický, účinkuje na nervový systém a způsobuje silné bolesti, svalové křeče a ztěžuje dýchání. Disponuje však, na rozdíl třeba od jedovatých hadů, pouze velmi malou kapacitou jedu,  k smrtelné otravě u dospělých a zdravých osob dochází tedy jen velmi vzácně. Syndrom systematické intoxikace po kousnutí černou vdovou se nazývá latrodektismus; začíná bolestí kolem místa kousnutí, která postupně nabírá na intenzitě, rozšiřuje se a může přetrvávat déle než 24 hodin. Dalšími projevy intoxikace jsou pocení, nevolnost, zvracení, bolesti hlavy či tzv. agitovanost (což může značit silnou otravu). Lékařská pomoc (monitorování či preventivní/podpůrná léčba) by proto měla přijít, pro jistotu, co nejdříve. V případě životu nebezpečné intoxikace se podává protijed.

## Etymologie
Snovačka jedovatá a její jedovatost je známá prakticky na celém světě. Protože se s pomocí člověka dostala téměř na všechny kontinenty, nese i řadu rozmanitých názvů. Například v Itálii je známá pod jménem malmignatto (popř. malmignatta) nebo marmignatto – „mramorovaná“, na jihu Asie si získala přezdívku karakurt – „černý vlk“, v Austrálii jockey spider – „pavouk žokej“, pro domorodce na Novém Zélandu je kapito (nebo spíše katipō) – „štípe v noci“, na Haiti nese přezdívku hourglass spider – „pavouk s přesýpacími hodinami“ nebo shoe button spider – „pavouk, knoflík od bot“, ale nejvíce se uchytil název black widow neboli „černá vdova“ pocházející ze Severní Ameriky, který je populární i v Evropě (např. slovensky čierna vdova, německy schwarze witwe), a který získala kvůli tomu, že během období páření o mnoho větší samice občas požírá svého partnera, tudíž tzv. „ovdoví“.
Vědecké jméno je složeno z latinského latro („voják“ či „zloděj“) a řeckého dektés („ten, který kouše“), což je patrně narážka na občasný kanibalismus. Přívlastek mactans v překladu znamená „popravit“.

## Výskyt a systematika

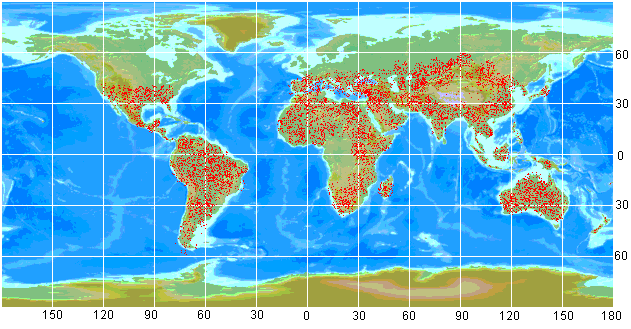
Rozšíření snovačky (resp. blízce příbuzných druhů rodu Latrodectus) napříč celou Zemí

Domovinou snovačky jedovaté je Severní a Střední Amerika. Narazit na ni lze v Kanadě (Britská Kolumbie, Alberta, Saskatchewan, Manitoba, Québec), ve Spojených státech, v Mexiku, Guatemale, Belize, Hondurasu, Salvadoru, Nikaragui, Kostarice, Panamě, v Dominikánské republice nebo též na Havaji. Kvůli lodní a jiné dopravě se ale dostala i do jiných částí světa, na všechny kontinenty s výjimkou Antarktidy.
Vytváří tak řadu poddruhů nebo úzce příbuzných druhů, které se mohou lišit zbarvením (odstínem), množstvím fleků nebo pruhováním, ale i jedovatostí. Liší se od sebe i některými zvláštnostmi ve způsobu života. Uznáván je například Latrodectus variolus coby snovačka kanadská, Latrodectus hesperus coby snovačka kalifornská nebo Latrodectus tredecimguttatus coby snovačka jedovatá – evropská. K roku 2022 odborníci určili celkem 34 druhů snovaček (v rámci rodu Latrodectus).

### Výskyt v Česku a jiných evropských zemích
V Česku se tento pavouk běžně nevyskytuje, ale může dojít k jeho introdukci. V roce 2017 v Dolních Břežanech bylo nalezeno asi 50 jedinců v zásilce z Kalifornie. Odborníci za pomoci deratizátorů údajně včas všechny pavouky nalezli a vyhubili. Pokud by nějaký přece jen unikl, pravděpodobně by nepřežil zimu.
Na Slovensku byl první případ výskytu snovačky jedovaté (konkrétně příbuzné snovačky kalifornské – Latrodectus hesperus) zaznamenán v lednu 2025 v Ružomberku. Jednalo se o dospělou samici střežící snůšku vajíček (kokon). Pavouk se na Slovensko dostal zřejmě již v roce 2023 pravděpodobně z Kalifornie, v krabici se strojními součástkami.
Lze nicméně očekávat, že pokud budou změny klimatu pokračovat a zimy mírnější, může se snovačka jedovatá (případně nějaká její forma) „zabydlet“ i v Česku. V rámci Evropy byl výskyt hlášen také ve Švédsku (pavouci nalezeni v automobilu z dovozu z Kalifornie), v Dánsku (pavouci nalezeni v automobilu z dovozu z Arizony), Belgii (první zdokumentované případy od roku 1967, pavouci zavlečeni převážně v automobilech během exportu z Ameriky), na severu Polska (pavouci nalezeni ve vojenské transportní lodi), v Rakousku, ve Slovinsku, na jihu Francie (též na ostrově Korsika), ve Španělsku, v Itálii (též na ostrově Sardinie), v Chorvatsku, v Řecku nebo též na Kypru. Již rozšířená je však pravděpodobně na celém Balkáně, obecně hlavně ve středomoří – zde je zaznamenáván i výskyt původních druhů, viz např. uznávaný Latrodectus tredecimguttatus.
Podle některých odborníků v současné době (viz Nentwig et al. 2024) zatím není známo, že by se v Evropě trvale usadila introdukovaná populace  jakéhokoli druhu rodu Latrodectus.

## Popis
Snovačka jedovatá je dlouhonohý pavoukovec s velkým zadečkem (abdomen) a výrazně menší hlavohrudí (cephalothorax). Jde o největšího pavouka z čeledi Theridiidae (snovačkovití). Má šest párů končetin, z nichž poslední čtyři jsou nohy, zatímco první pár tvoří klepítka (chelicery) a druhý pár makadla (pedipalpy). Na zadním páru nohou má snovačka řadu silných zahnutých štětinek – výrazné hřebínky, kterými si pomáhá omotávat kořist pavučinou. Samec má na koncích makadel pomocné výrůstky – apofýzy (bulbus), které vkládá do pohlavních otvorů samice, čímž ji oplodní. Chelicery pavouka nesou jedový drápek, na jehož špici ústí jedové žlázy. Jím usmrcuje kořist, do které pak vypouští trávicí sekret, kterým se potrava rozpustí (promění ve výživnou kaši) a poté je nasáta do zažívacího traktu.
Snovačky mají velmi špatný zrak. Ke komunikaci proto využívají vibrace, které vysílají i vnímají skrze své sítě, díky čemuž lokalizují uvězněnou kořist nebo jsou varováni před nebezpečím. 
Mláďata a subadultní jedinci mají světle hnědé, oranžové až bílé zbarvení v podobě postranních pruhů, robustnější hlavohruď a kratší končetiny. Jed mláďat není ještě tak účinný, takže pro člověka nepředstavuje nebezpečí (podobně jako dospělí samci: více v kapitole o jedu). Snovačka jedovatá se vyznačuje výrazným pohlavním dimorfismem, patrným jak ve velikosti těla, tak ve zbarvení.

### Samice
Dospělé samice jsou podobně jako u jiných pavouků výrazně větší než samci: bez končetin jsou 8–15 mm dlouhé, v rozpětí 25–50 mm. a vážit mohou 300–500 mg. Mají obvykle leskle černé tělo (ve většině případů jsou samice tmavě zbarvené, ale některé mohou mít světlejší až hnědé nebo dokonce načervenalé tělo) s typickou oranžově až červeně zbarvenou skvrnou na spodní straně zadečku (dva spojené trojúhelníky) připomínající tvar přesýpacích hodin. Některé samice mají červené flíčky i na vrchní straně zadečku. Čím je pavouk starší, tím je kresba výraznější. Nápadné zbarvení na zadečku slouží jako výstraha pro predátory. Někdy však může typické zbarvení úplně chybět a pavouci jsou zcela černí (patrně i bez „přesýpacích hodin“). Mláďata a subadultní samice vypadají téměř stejně jako samci.

### Samec
Dospělí samci jsou až o polovinu menší než samice: měří asi 3–6 mm (výjimečné možná až 10 mm), s končetinami 12–18 mm, a vážit mohou 10–15 mg. Obvykle jsou tmavě hnědí se žlutými či oranžovými pruhy nebo fleky a postrádají typickou oranžovou až červenou skvrnu na spodní straně zadečku. Mají též menší (protáhlejší) hlavohruď i zadeček a delší končetiny s oranžově hnědými klouby (takové však může mít i samice).

## Chování
Snovačka jedovatá je xerofilní druh, který vyhledává suché stepní oblasti a pavučiny spřádá těsně nad zemí – pod kameny nebo kulatinami, v hromadě dřeva, hustém křoví a v různých jiných úzkých otvorech. Avšak přílišné sucho nebo chlad ji donutí navštívit i antropogenní prostředí nebo přímo lidské obydlí. V takovém případě se vyskytuje zejména na půdách, ve sklepech, skladech, v parcích nebo na zahradách, kde si snáze vyhledá úkryt, zhotoví pavučinu pro lapání kořisti a nalezne potravu. Výjimečně najde útočiště třeba i v lidské botě nebo se ukryje v oblečení, ale v domech se ukazuje skutečně zřídkakdy. V Americe s oblibou vyhledávala plechovky od konzerv, nebo si dříve budovala sítě pod prkny venkovských záchodů a kousala tak člověka do pohlavních orgánů, což bylo kdysi jedno z nejčastějších poranění.
Aktivní je hlavně v noci, jinak je obecně plachá. Síť opouští jen zřídka. Pokud snovačka zaútočí, tak ve většině případů v sebeobraně, např. při neopatrném přimáčknutí pavouka. Agresivní bývají pouze samice, které jen chrání svůj kokon. Podobně jako ostatní pavoukovci žije většinu roku samotářským způsobem života a partnera vyhledává pouze v období páření.

### Lov a potrava

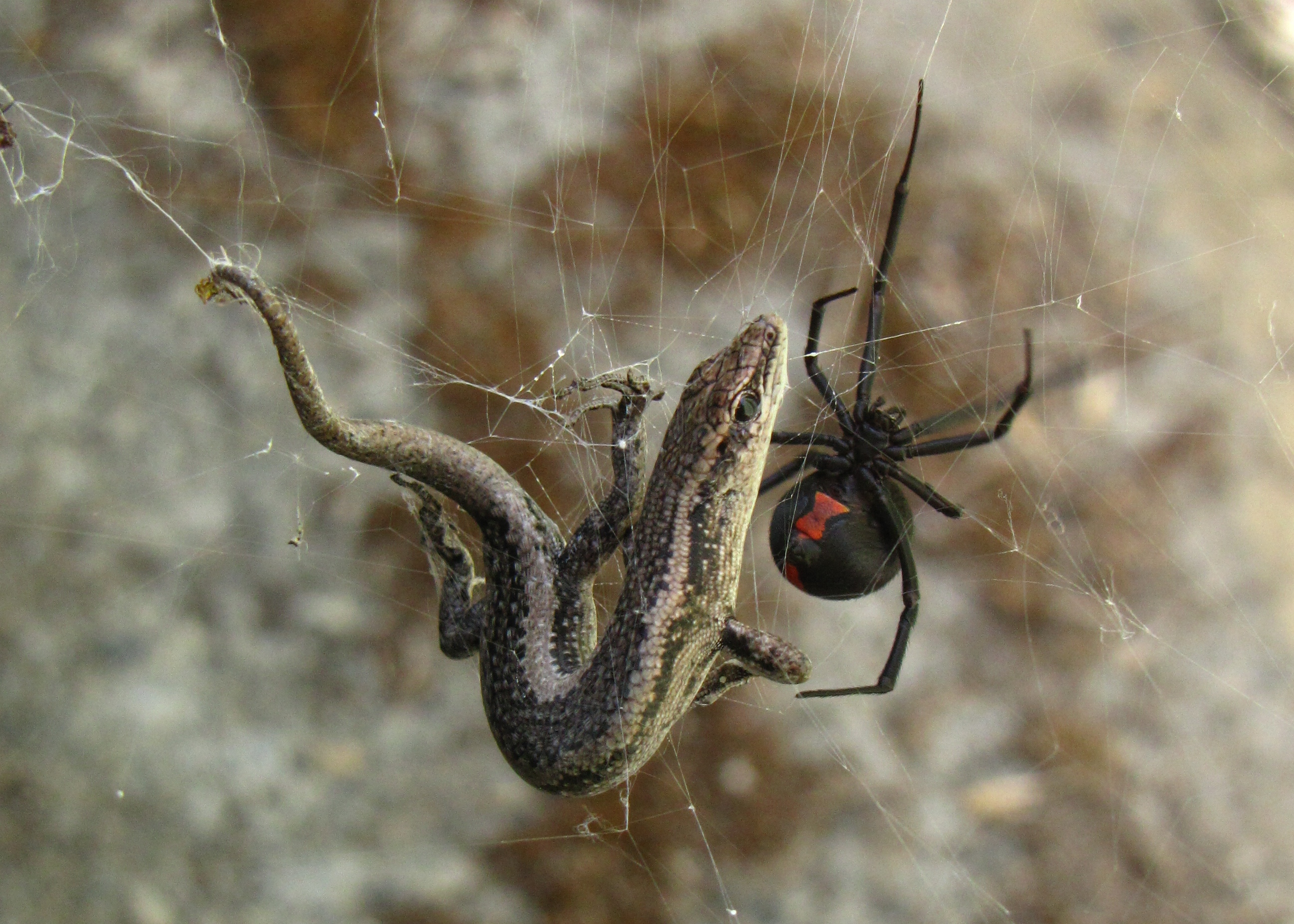
Snovačka z Austrálie (Latrodectus hasselti) s ulovenou ještěrkou

Na chytání potravy si staví trojrozměrnou síť o průměru 300–400 mm se silně lepkavým středem, do které chytá nejčastěji létavý hmyz; mouchy, mšice, kobylky, sarančata, můry, motýly nebo vosy. Loví však i pozemní živočichy, jako např. mnohonožky, stonožky, štíry, nebo jiné druhy menších pavoukovců. Její pavučina je ale natolik silná, že dokáže lapit i menší či mladé obratlovce, jako jsou hadi, ještěrky nebo myši.
Poté, co se kořist zaplete do sítě, opustí snovačka jedovatá svůj úkryt, svou kořist zabalí do pevných lepkavých vláken a nakonec do ní vpustí jedním kousnutím vysoce účinný jed s trávicími enzymy, který začne působit zhruba po deseti minutách. Než se tak stane, svou obalenou kořist pevně drží svými dlouhými končetinami. Poté, co ucítí, že se její puls zastavil, uvolní ji z pavučiny a odnese do úkrytu, kde svou kořist pomalu zkonzumuje (vysaje). Na větší nebo potenciálně nebezpečnou kořist se nevrhne hned, ale ponechává ji i několik hodin svádět souboj s lepkavou pavučinou, dokud není vyčerpaná natolik, aby se k ní mohla bezpečně přiblížit a ukončit její trápení.
Například u příbuzné snovačky Lilianiny (Latrodectus lilianae, nebo jako poddruh L. mactans lilianae) z Pyrenejského poloostrova (Španělsko, Portugalsko) se na 164 pavučinách nacházelo na 2106 kusů hmyzu aj., z toho zejména brouci z čeledi Tenebrionidae (potemníkovití) a stejnonožci z čeledi Oniscidae (stínkovití), kteří souhrnně představovali nejméně 65 % až 82 % potravy. Kořist byla dlouhá od 12,5 do 22,5 mm.
Navzdory své pověsti je tedy velmi užitečná. Prostřednictvím predace reguluje populaci různých škůdců a nepříjemného hmyzu, čímž se podílí na přírodní rovnováze.

### Rozmnožování
Období rozmnožování nastává na jaře nebo v létě. Snovačka jedovatá se množí pohlavně. Samice vypouští zvláštní výměšek, který přitahuje samce žijící v okolí. Před pářením vytvoří samec malou pavučinku, do které uvolní své sperma, jenž pak nabírá do pouzder na konci makadel. Poté se přiblíží k pavučině samice a opatrně na ni poklepává, přičemž vytváří různé „rituální vzorce“, aby samice pochopila, že není potrava a s jakým záměrem ji navštívil. Ke kopulaci dochází, když samec zasune své pedipalpy (naplněná pouzdra – bulby – na makadlech) do spermatických otvorů samice. Samice dokáže spermie i uchovávat („uskladněné“ spermie mohou být použity k oplodnění několika snůšek po dobu asi dvou let). Po spáření samice samce příležitostně zabije a sežere (někdy ho začíná požírat už během kopulace) – takzvaně „ovdoví“, kvůli čemuž získala i svůj alternativní název černá vdova. Tato praktika však byla vypozorována hlavně v laboratorních podmínkách a tedy ve stísněném prostředí. Není proto jasné, jak často k ní dochází v přirozeném prostředí (názory odborníků se liší), načež se předpokládá, že kanibalismus nemusí nutně souviset s „vražedným“ apetitem samice, ale možná jen s fyzickou neschopností samce pavučinu opustit (např. z vyčerpání). Avšak podle novější studie z roku 2021 k tomu dochází poměrně často, v 70 až 85 % případů, přičemž starší, zkušenější samice zabíjí častěji. V některých případech jsou samci sežráni dokonce ještě dřív, než vůbec k páření dojde. Na skutečnost této hrozby reagují i samotní samci, kteří dávají přednost dostatečně nasyceným samicím, což poznají podle toho, jaké signály (vibrace) samice skrze pavučinu vydává, nebo na základě feromonové komunikace a chemických látek usazených v pavučině (chemotaktilní receptory umožňují samcům detekovat rozdíly v příjmu potravy a hmotnosti samic). Kanibalismu se někteří samci snaží vyhnout i tím, že se pokouší oplodnit ještě nedospělou samici, která se nachází v předposledním instaru (před posledním svlékáním a proměnou v dospělce), ale má už plně vyvinuté orgány pro uchování spermií (tzv. spermatéky), a která samce požírá jen výjimečně. Překážkou je pouze to, že vstup do pohlavního ústrojí samice je v této fázi ještě uzavřený a samci tak musí svými pedipalpami proniknout přímo exoskeletem (vnější kostrou) samice, aby mohli úspěšně předat své spermie. Ty pak zůstanou bezpečně uloženy ve spermatékách samice a po její přeměně v dospělce mohou zajistit úspěšné oplodnění.

Někdy se však nechají zabít záměrně, kdy vyloženě nabízejí své tělo k hodování, jako to dělá příbuzná snovačka Hasseltova (Latrodectus hasselti, dříve poddruh L. mactans hasselti) z Austrálie. Poté, co samec vloží své pedipalpy do pohlavních otvorů samice, otočí se o 180° tak, aby jeho zadeček ležel u samičích kusadel. Při tomto manévru může dojít k odtržení samčího kopulačního orgánu, čímž si zajistí, že jeho družku neoplodní jiný sok, neboť ji vyloženě „zašpuntuje“. Tímto způsobem nejen prodlouží samotný akt, ale zvýší tedy i úspěšnost předání vlastních genů. Zároveň ale nenávratně poškodí své sekundární kopulační orgány, nebo jej samice s velkou pravděpodobností pozře. Avšak v porovnání se samci, kteří zkonzumováni nejsou, jen samotný kanibalismus patrně až zdvojnásobuje pravděpodobnost „otcovství“. Po konzumaci partnera totiž dochází k tomu, že samice věnuje mnohem menší pozornost dalším potenciálním nápadníkům a prakticky je odmítá. Ti samci, kteří se smrti vyhnou, jsou už pravděpodobně po zbytek svého života neplodní.

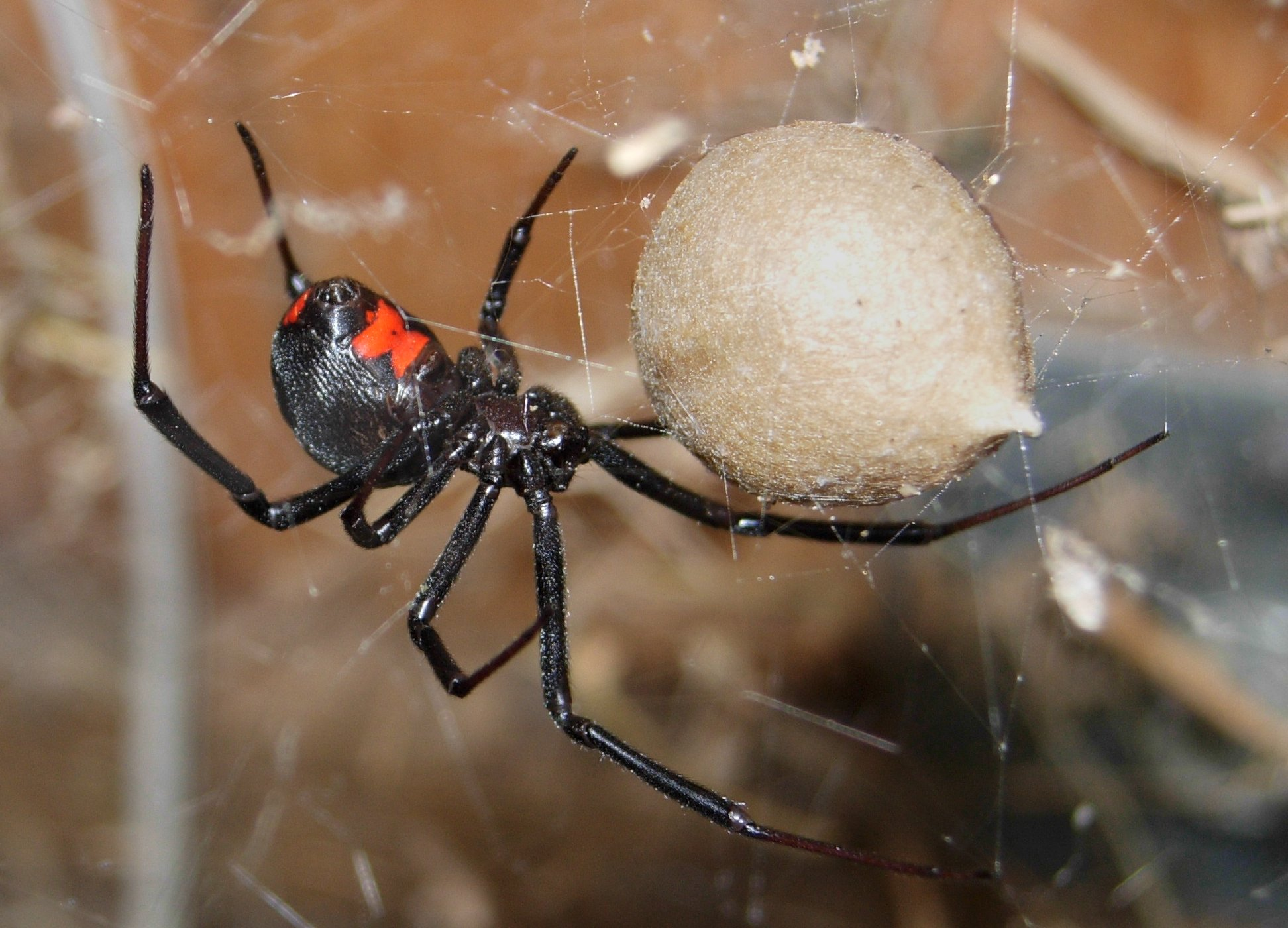
Samice vedle vaku s vajíčky

Samice svá vejce ukládá do kulovitého útvaru o průměru 10–12,5 mm z jemných vláken (do tzv. kokonu), kde jsou dobře zamaskována a chráněna před vnějšími podmínkami. V příznivých klimatických podmínkách může během jednoho léta naklást čtyři až devět snůšek, přičemž každá může obsahovat i více než 200 vajíček (patrně až 400, 750 nebo dokonce 900). Inkubační doba trvá obvykle 14 až 30 dní. I přesto, že klade velké množství vajíček, přežije obvykle méně než sto mláďat. O úspěchu či neúspěchu rozhoduje okolní teplota, množství dostupné potravy, nebo zkrátka zvolený typ úkrytu a jeho bezpečnost. Zčásti však také rivalita a kanibalismus mezi mláďaty. Samostatná jsou již ve dvou až čtyřech měsících (v závislosti na podmínkách a zejména hojnosti kořisti), ale plně nezávislá na matce jsou až po šesti nebo devíti měsících života. Pohlavně vyzrálými se pavouci stávají po 70 dnech (samci) až 90 dnech života (samice). V závěrečném vývojovém stádiu (instaru) se samice dožívají v průměru 1,5 roku (vzácně až 4 let), samci jen 2–5 měsíců.

### Přirození nepřátelé

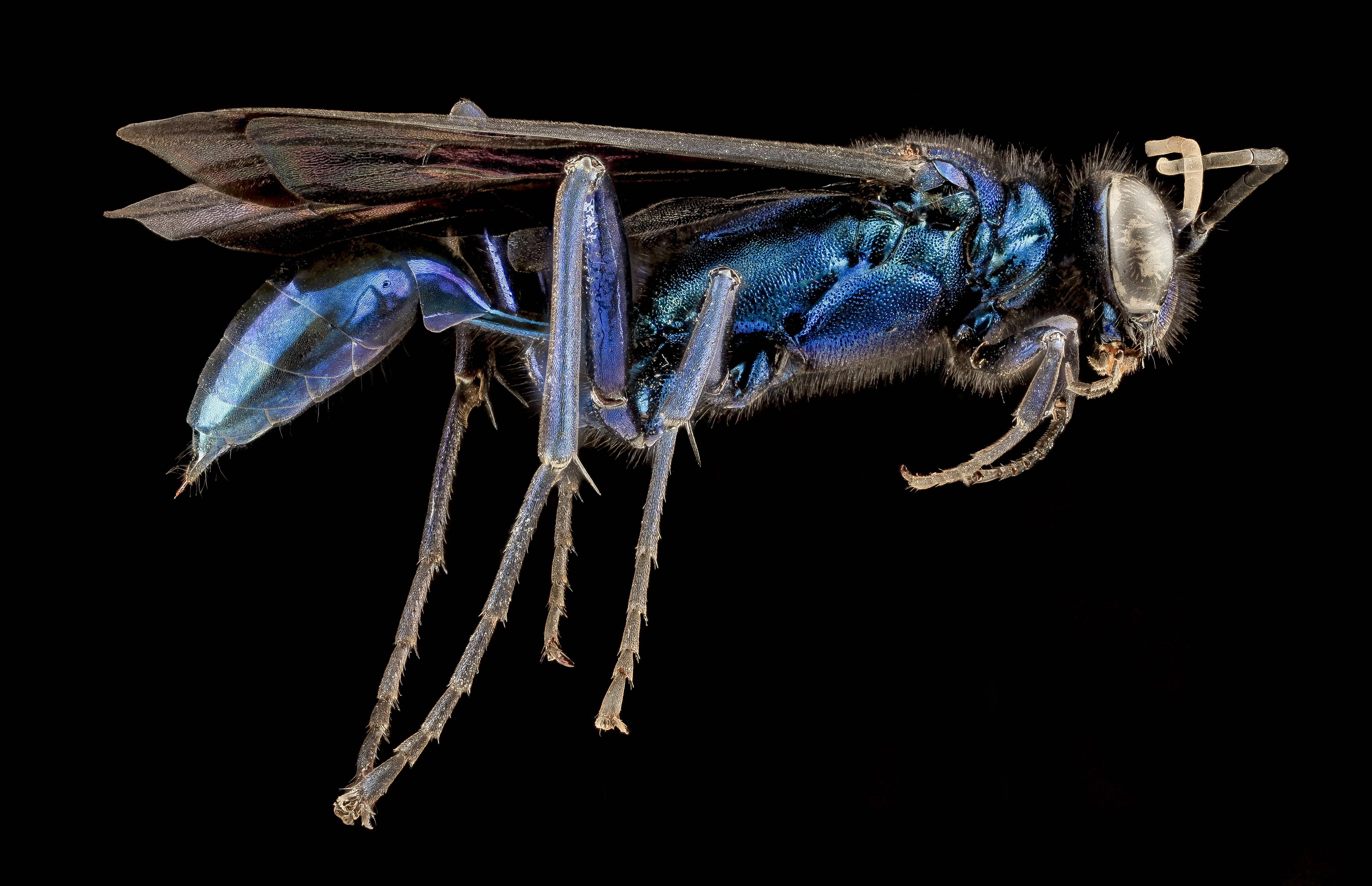
Vosa Chalybion californicum

Snovačka díky svému účinnému jedu nemá mnoho nepřátel. Kdejakého nezvaného hosta odradí už samotné výstražné znamení samic ve tvaru přesýpacích hodin. Případy, kdy nějaký větší živočich snovačku napadne a zkonzumuje, nejčastěji končí úmrtím nebo vážnými zdravotními potížemi. Na obranu snovačka využívá i svou síť. Když se potenciální predátor dostane do kontaktu s pavučinou, obvykle se do ni zamotá, čehož pavouk využije, dodatečné ho omotá a vstříkne do něj jed. 
V Severní Americe ji loví například bahenní vosa Chalybion californicum nebo vzdálená příbuzná snovačka domácí (tzv. falešná vdova, Steatoda grossa). V Austrálii kupříkladu někteří pavouci jako třesavka velká (Pholcus phalangioides), Lampona cylindrata či Lampona murina, a vajíček se mohou zmocnit pakudlankovití (Mantispidae).

## Jed
Ačkoli jde o drobného živočicha, jeho jed je velmi nebezpečný – patří k nejúčinnějším v řádu pavouků (bývá dokonce označován za silnější, možná až 15krát, než jed chřestýšů, kober nebo korálovců). Podobně jako u mnohých jedovatých pavouků nemá příliš silné a velké chelicery, ale k přenosu jedu postačí, i když s nimi pronikne pouhý jeden milimetr hluboko do kůže. Do těla se tímto způsobem dostane taková dávka jedu, která může oběť usmrtit – člověka i většího kopytníka. Zvláště citliví se ukázali být býložravci (skot, velbloudi a koně). Pokusně bylo zjištěno, že k zabití koně stačí dávka jedu od jediné snovačky. Nebezpečná je třeba též pro kočky nebo psy. Psi se však zdají být vůči jedu snovačky odolnější, kočky přežijí často jen díky podanému protijedu. V jedné studii zahynulo po kousnutí snovačky 20 z 22 koček, které se udržely na živu v průměru 115 hodin (necelých 5 dní).
V jedové žláze černé vdovy nalezneme asi 0,3–0,5 mg vazkého jedu (zejména α-latrotoxin), který působí jako neurotoxin (účinkuje na nervový systém: způsobuje silné bolesti, svalové křeče a ztěžuje dýchání). Poloviční smrtná dávka jedu (LD50) testovaná na laboratorních myších odpovídá hodnotě 0,55 mg/kg, 0,43–1,39 mg/kg, nebo rozmezí 1,20–2,70 mg/kg. V případě poddruhu L. mactans tredecimguttatus (snovačky jedovaté – evropské; dnes jako druh L. tredecimguttatus) LD50 odpovídá hodnotě 0,9 mg/kg (u myší), nebo dokonce 0,0075 mg/kg (u morčat), což značí extrémně silnou toxicitu. Silným jedem disponují zejména samice. Výrazně menší samci mají i nižší účinnost jedu a v případě kousnutí tak smrt většinou nehrozí, nebo kůži ani nedokážou prokousnout. Přesto i jejich jed může způsobit vážné a nepříjemné zdravotní potíže. Pozor by si měli dávat starší lidé, lidé s chronickým onemocněním (např. srdce), těhotné ženy nebo malé děti. Obzvláště nebezpečné mohou být také pro alergiky.
Moderní medicína má k dispozici účinné sérum, které existuje od roku 1956, s prvními pokusy už v roce 1920. U 58 postižených, kterým byl prodán protijed, vymizely příznaky během 30 minut. Pro možné vedlejší účinky nebo případnou alergickou reakci pro změnu na protilátku (přestože stačí většinou malé množství, doporučuje se nejprve kožní test) se podává zejména jen rizikovým pacientům, nebo v případě, že se i přes jinou adekvátní péči zhoršil zdravotní stav postiženého. Někdy ani nejde o závažnou intoxikaci, ale v případě silné přetrvávající bolesti může posloužit k okamžité úlevě. V některých studiích je však účinnost protijedu zpochybňována a považována za srovnatelnou s běžnou léčbou pomocí standardních analgetik. Při zákusu snovačka kontroluje množství jedu pomocí svalstva, které stlačuje jedové žlázy, takže vstřikuje do oběti odměřené množství jedu. To kromě jiného znamená, že ani nemusí dojít k intoxikaci – odhadem až 15 % útoků na člověka končí bez aplikace jedu, nebo se do těla dostane nepatrné, život neohrožující množství. Na rozdíl od jedovatých hadů disponuje jen velmi malou kapacitou jedu (viz výše).
Kousnutí vyvolává bolest podobající se píchnutí špendlíku nebo bodnutí vosy. Syndrom systematické intoxikace po kousnutí černou vdovou se nazývá latrodektismus. Jed se dostává do lymfatického řečiště a následně do krevního oběhu. Začne působit již po několika minutách a v postižené oblasti se může objevit bolestivý otok velký až 15 cm. Za přibližně 30–120 minut následují svalové křeče v blízkosti místa otravy. Bolest se začíná šířit do velkých svalových skupin nohou, hrudníku, zad a břicha (v závislosti na postižené končetině), a intenzivní je přibližně za dvě až tři hodiny. Častá je mírná až střední hypotenze/hypertenze, bradykardie/tachykardie či srdeční arytmie, vzácná kupříkladu horečka nebo priapismus (nekontrolovaná erekce). Ve většině případů, asi za 48–72 hodin (nebo 72–120 hodin, tj. 3–5 dní či až 7 dní), symptomy odezní, ale méně závažné příznaky jako slabost, únava, nespavost, nebo mírnější bolest (citlivost) v místě kousnutí mohou přetrvávat týdny až měsíce. Přesto občas nějaký člověk zemře na ochrnutí dýchacích cest (udušení) nebo v důsledku oběhového selhání (oběhového kolapsu). Kojence jed zabije do několika hodin, dospělého třeba až za 30 dní. Někteří lidé, i když přežili, ztratili cit na dolních končetinách a ochrnuli. Ve vzácných případech způsobuje také zánět srdečního svalu (myokarditidu). První pomoc (monitorování či preventivní/podpůrná léčba) by proto – pro jistotu – měla přijít co nejdříve, jinak může jed v těle způsobit nenávratné zdravotní komplikace. U méně závažných intoxikací se pro zmírnění bolesti podávají tradiční analgetika, jako acylpyrin a paracetamol, nebo nitrožilně aplikované kalcium.

### Incidenty
I přes její rozsáhlý areál jsou smrtelná kousnutí vzácná a vyskytují se pouze v 5–9% případů (bez léčby). V roce 2013 Americká asociace center pro kontrolu otrav (AAPCC) zaznamenala celkem 1 866 případů kousnutí, z nichž pouze 14 bylo vážnějšího charakteru, ale žádný neměl smrtelné následky. Od roku 2000 do roku 2006 bylo v celkem 47 amerických státech zdokumentováno téměř 23 500 případů kousnutí, přičemž nedošlo k žádnému úmrtí.
Co se týče starších dat, kdy ještě nebyla k dispozici lepší zdravotní péče anebo protijed, v Evropě od roku 1850 do roku 1950 bylo zaznamenáno od 2 do 50 úmrtí na 1 000 případů kousnutí, v Severní Americe v letech 1920 až 1929 bylo hlášeno 50 úmrtí na 1 000 případů kousnutí. Ve Spojených státech amerických v průběhu více než 200 let (od roku 1726 do roku 1943) bylo zaznamenáno téměř 1 300 případů, z toho 55 smrtelných, a mezi lety 1950 až 1959 zaznamenáno 63 úmrtí. V Austrálii končilo smrtí přibližně 10 incidentů ze 100, ale od roku 1979, díky pokroku ve zdravotnictví a dostupnému protijedu, došlo k úmrtí pouze jednou, v roce 2016.

### Jedovatá vajíčka
I vajíčka snovačky jedovaté vykazují určitou toxicitu. Složení jedu je sice odlišné, ale pro některé organismy může být jejich obranný mechanismus nebezpečný. Složen je ze čtyř různých toxinů známých jako Latroeggtoxin-I až -IV.

## Odraz v kultuře

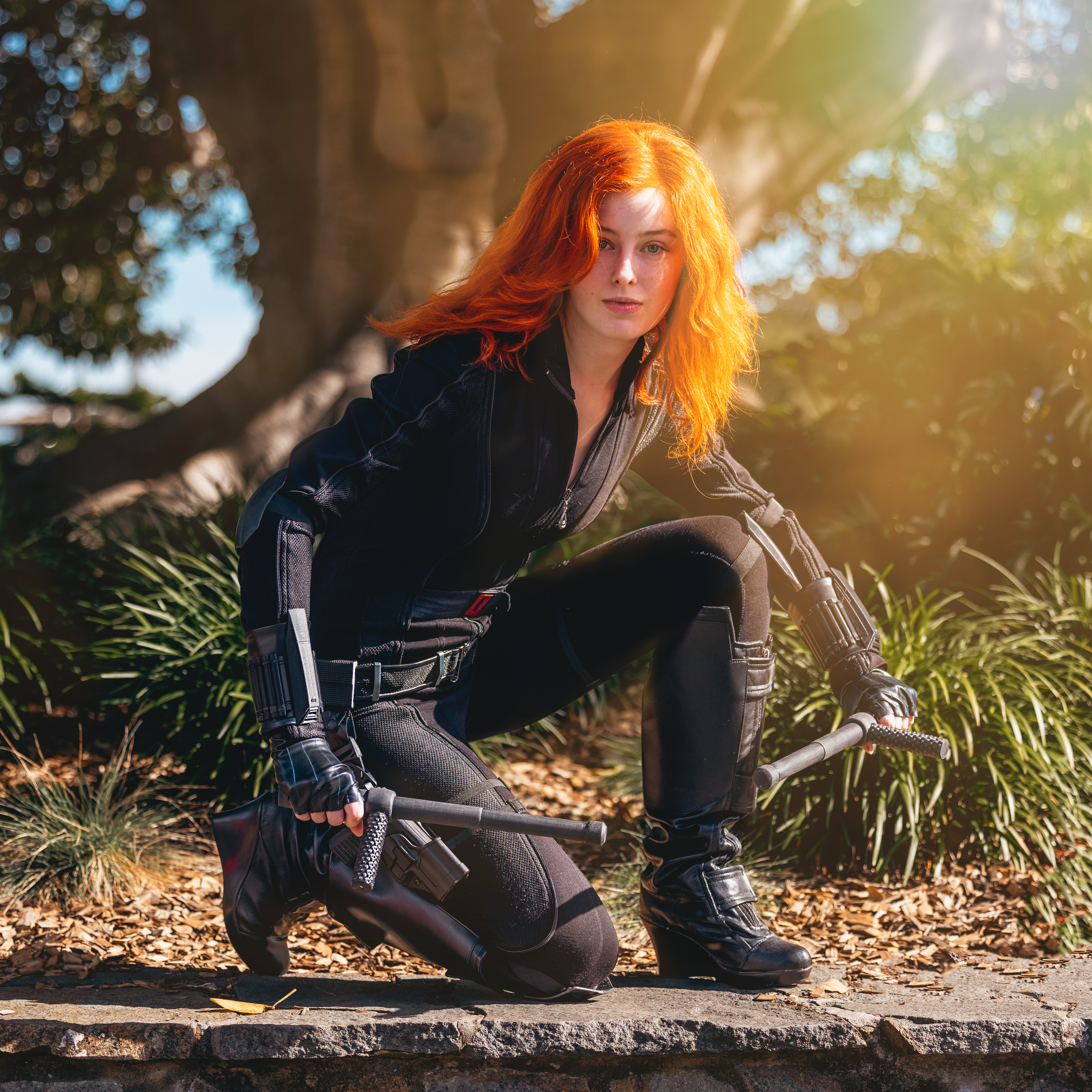
Cosplay černé vdovy (v angl. originále Black Widow), postavy hrdinky z dílny Marvel Comics

V populární kultuře je označení černá vdova spojováno se sexuálním kanibalismem a využíváno formou metafory v mnoha kriminálních případech, zejména v souvislosti se ženami, které zavraždily své partnery. Podobně i pověst pavoučího jedu inspirovala několik autorů, tudíž postavu černé vdovy nalezneme též v mnoha fiktivních příbězích, jako např. v amerických komiksech vydávaných nakladatelstvím Marvel Comics – postava Black Widow.